# Реактив Марки
Реакти́в Марки́ (от немецкого написания — Marquis — фамилии открывшего его Эдуарда Маркуса; также реагент Маркуса<ref>Золотов Ю. А., Иванов В. М., Амелин В. Г. Химические тест-методы анализа. — М: УРСС, 2001. — c. 280.</ref>, реактив Маркиза) — реактив, применяемый в аналитической и токсикологической химии для качественного обнаружения алкалоидов и других азотистых оснований.

## История
По всей видимости, был открыт в 1896 и описан Эдуардом Маркусом (Eduard Marquis) в магистерской диссертации «О местонахождении морфина в организме животных», защищённой в Императорском Юрьевском университете в 1896 году. После публикации информации о работе в нескольких журналах к ней был проявлен интерес.

## Описание

Механизм действия реакции

Реактив Марки представляет собой концентрированную серную кислоту с добавлением формалина в соотношении 25:1, либо 1 капля формалина на 1 миллилитр серной кислоты. Для корректного обнаружения реактив должен быть свежеприготовленным. Реактив Марки применяется в качестве проявителя при обнаружении алкалоидов, лекарственных средств и наркотических веществ в крови, моче и трупном материале методом тонкослойной хроматографии, а также при обнаружении МДА, МДМА, МДЕА и МБДБ при анализе порошков и таблеток методами капельного химического анализа и тонкослойной хроматографии. Также реактив Марки используется в качестве проявляющего вещества при обнаружении психоактивных компонентов курительных смесей.
| Вещество                      | Изменение цвета        | Время реакции, с |
| ----------------------------- | ---------------------- | ---------------- |
| MDMA or MDA                   | пурпурный → чёрный     | 0–5              |
| Амфетамин, or methamphetamine | oранжевый → коричневый | 0–5              |
| 2C-B                          | жёлтый → зелёный       | 5–10             |
| Декстрометорфан               | серый → чёрный         | 15–30            |

При изучении ЭПР-спектров в момент образования и изменения окраски было установлено, что она обусловлена свободными радикалами ароматических структур, которые относительно устойчивы в концентрированной серной кислоте. В свободные радикалы превращается около 10 % тестируемого вещества.
| Вещество            | Окраска                                                             |
| ------------------- | ------------------------------------------------------------------- |
| СР47,497            | Ярко-жёлтая, переходящая в жёлто-зелёную, затем в коричнево-зелёную |
| JWH-018             | Ярко-жёлтая, переходящая в жёлто-зелёную, затем в коричнево-зелёную |
| JWH-073             | Ярко-жёлтая, переходящая в жёлто-зелёную, затем в коричнево-зелёную |
| JWH-250             | Ярко-розовая                                                        |
| N,N-диэтилтриптамин | Жёлтая, переходящая в коричневую                                    |
| Аминазин            | Пурпурная                                                           |
| Амфетамин           | Оранжевая, переходящая в коричневую                                 |
| Апоморфин           | Фиолетовая, переходящая в чёрно-зелёную                             |
| Галантамин          | Сине-фиолетовая                                                     |
| Героин              | Красная, переходящая в фиолетовую                                   |
| Дионин              | Синяя, переходящая в сине-фиолетовую                                |
| Дипразин            | Пурпурная                                                           |
| Карбофос            | Оранжевая, переходящая в тёмно-коричневую                           |
| Кодеин              | Зелёная с синеватым оттенком                                        |
| Морфин              | Фиолетовая                                                          |
| Наркотин            | Фиолетовая, переходящая в зелёную, а затем в жёлтую                 |
| Папаверин           | Фиолетовая                                                          |
| Промедол            | Красно-пурпурная                                                    |
| Псилоцибин          | Оранжевая                                                           |
| Псилоцин            | Зеленовато-бурая                                                    |
| Тизерцин            | Синевато-красная                                                    |
| Хлордиазепоксид     | Жёлтая                                                              |